# Андрій Тот
Андрей Тот (12 січня 1890 Іршава — 1972 Михалівці, Чехословаччина) — словацький греко-католицький священник русинської національності та чехословацький політик, міжвоєнний депутат Національних зборів від Республіканської партії хліборобських і дрібних селян (аграріїв).

## Життєпис
За даними 1928 р. за фахом був греко-католицьким парохом у Гажині (михалівецький повіт).
Після парламентських виборів 1925 року отримав мандат до Національних зборів. Однак мандат він отримав лише в 1928 році як заступник після смерті депутата Йозефа Жалобіна.

### Зовнішні посилання
- Обіцянка Андрея Тота в Національних зборах у 1928 році